# Гемоліз

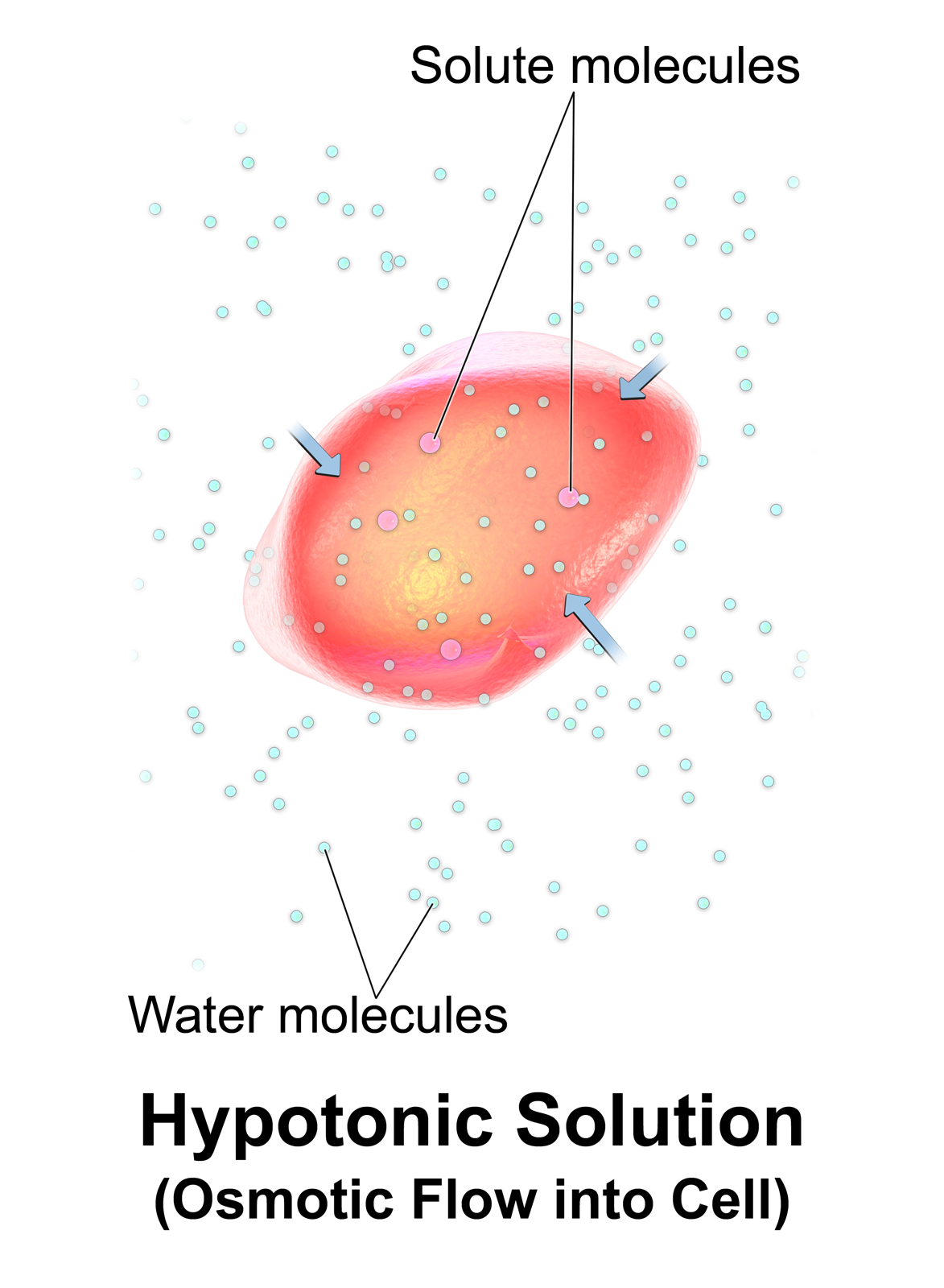
Еритроцити в гіпотонічному розчині, змушуючи воду рухатися в клітину

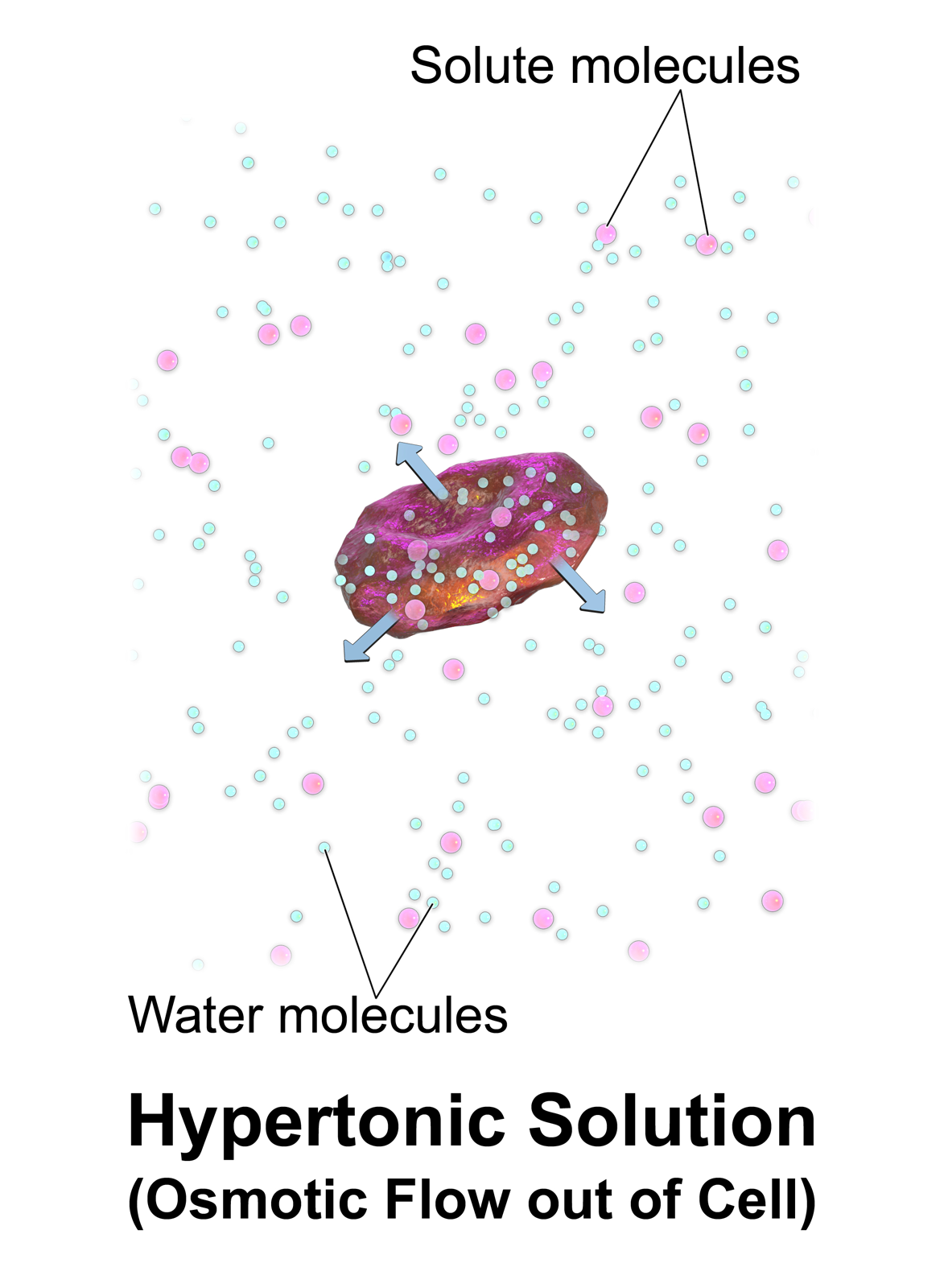
Еритроцити в гіпертонічному розчині, що змушує воду виходити з клітини

Гемоліз або гемолізис також відомий під кількома іншими назвами, — це руйнування (лізис) еритроцитів (еритроцитів) і вивільнення їх вмісту (цитоплазми) в навколишню рідину (наприклад, плазму крові). Гемоліз може відбуватися in vivo або in vitro.
Однією з причин гемолізу є дія гемолізинів, токсинів, що виробляються певними патогенними бактеріями або грибами. Ще одна причина — інтенсивні фізичні навантаження. Гемолізини пошкоджують цитоплазматичну мембрану еритроцитів, викликаючи лізис і, зрештою, загибель клітини.

## Етимологія
Від гемо- + -лізис, з Ancient Greek: [n] αἷμα (haîma , «кров») + λύσις (lúsis , «розпушування»).[джерело?]

## Всередині тіла
Гемоліз всередині організму може бути спричинений великою кількістю захворювань, включно з деякими паразитами (наприклад, Plasmodium), деякі аутоімунні розлади (наприклад, аутоімунна гемолітична анемія, лікарсько-індукована гемолітична анемія, атиповий гемолітико-уремічний синдром (аГУС, англ. aHUS)), деякі генетичні розлади (наприклад, серпоподібноклітинна анемія або дефіцит G6PD), або кров із занадто низькою концентрацією речовини-розчинника (гіпотонічні клітини).
Гемоліз може призвести до гемоглобінемії через викид гемоглобіну в плазму крові, який відіграє значну роль у патогенезі сепсису і може призвести до підвищеного ризику інфекції через його гальмівну дію на вроджену імунну систему.

### Паразитарний гемоліз
Оскільки процес живлення паразитів Plasmodium пошкоджує еритроцити, малярію іноді називають «паразитарним гемолізом» у медичній літературі. 

### HELLP, прееклампсія або еклампсія
Див. синдром HELLP, прееклампсія та еклампсія

### Гемолітична хвороба новонароджених
Гемолітична хвороба новонароджених — це аутоімунне захворювання, яке виникає внаслідок проникнення антитіл матері через плаценту до плоду. Це найчастіше трапляється, коли мати раніше піддавалася впливу антигенів крові, присутніх у плода, але чужих для її імунної системи, або через переливання крові, або під час попередньої вагітності.

### Гемолітична анемія
Оскільки гемоліз in vivo руйнує еритроцити, у неконтрольованих, хронічних або важких випадках він може призвести до гемолітичної анемії.

### Гемолітичний криз
Гемолітичний криз або гіпергемолітичний криз характеризується прискореним темпом руйнування еритроцитів, що призводить до анемії, жовтяниці та ретикулоцитозу. Гемолітичні кризи є основною проблемою при серповидноклітинній анемії та дефіциті G6PD.

### Отруєння речовинами
Проковтування Paxillus involutus може викликати гемоліз.

### Космічний гемоліз
Космічний політ може викликати гемоліз.

### Внутрішні причини
Гемоліз може бути результатом внутрішніх дефектів самих еритроцитів:
- Дефекти утворення мембрани еритроцитів (як при спадковому сфероцитозі та спадковому еліптоцитозі)
- Дефекти у виробництві гемоглобіну (як при таласемії, серповидно-клітинній анемії та вродженій дизеритропоетичній анемії)
- Порушення метаболізму еритроцитів (як при дефіциті глюкозо-6-фосфатдегідрогенази та дефіциті піруваткінази)
- Пароксизмальна нічна гемоглобінурія (ПНГ), яку іноді називають синдромом Маркіафави-Міхелі, є рідкісним, набутим, потенційно небезпечним для життя захворюванням крові, що характеризується внутрішньосудинною гемолітичною анемією, спричиненою комплементом.

### Зовнішні причини
Зовнішній гемоліз викликається середовищем еритроцитів:
- Імуноопосередковані причини можуть включати тимчасові фактори, як-от інфекція Mycoplasma pneumoniae (хвороба холодового агглютиніну), або постійні фактори, як-от аутоімунні захворювання, як-от аутоімунна гемолітична анемія[5] (сама поширена при таких захворюваннях, як системний червоний вовчак, ревматоїдний артрит, лімфома Ходжкіна, і хронічний лімфолейкоз).
- Шпороклітинна гемолітична анемія
- Будь-яка з причин гіперспленізму (підвищена активність селезінки), наприклад портальна гіпертензія .
- Набута гемолітична анемія також зустрічається при опіках і в результаті деяких інфекцій (наприклад, малярії).
- Отруєння свинцем або отруєння арсином чи стибіном викликає неімунну гемолітичну анемію.[6]
- У бігунів може розвинутися гемолітична анемія через " гемоліз удару ногою ", тобто руйнування еритроцитів у стопах під час удару.[13][14]
- Гемолітична анемія низького ступеня виявляється у 70 % реципієнтів протезованих клапанів серця, а важка гемолітична анемія — у 3 %.[15]

### Внутрішньосудинний гемоліз
Внутрішньосудинний гемоліз описує гемоліз, який відбувається переважно всередині судинної мережі. В результаті вміст еритроцитів вивільняється в загальний кровотік, що призводить до гемоглобінемії і підвищує ризик наступної гіпербілірубінемії.
Внутрішньосудинний гемоліз може виникнути, коли еритроцити потрапляють під вплив аутоантитіл, що призводить до фіксації комплементу, або внаслідок пошкодження паразитами, такими як Babesia. Крім того, тромботична мікроангіопатія (ТМА) може призвести до гемолізу еритроцитів. ТМА часто спостерігається у пацієнтів з аГУС, коли тромби утворюються в дрібних судинах нирки, що призводить до пошкодження еритроцитів, коли вони намагаються пройти через перекриті судини.

### Позасудинний гемоліз
Екстраваскулярний гемоліз відноситься до гемолізу, що відбувається в печінці, селезінці, кістковому мозку та лімфатичних вузлах. У цьому випадку в плазму крові потрапляє невелика кількість гемоглобіну. Макрофаги ретикулоендотеліальної системи у цих органах поглинають і руйнують структурно дефектні еритроцити або ті, до яких прикріплені антитіла, і вивільняють некон'югований білірубін у кровообіг. Загалом, селезінка руйнує помірно аномальні еритроцити або ті, що вкриті антитілами типу IgG, тоді як еритроцити з серйозними аномаліями або ті, що вкриті антитілами типу IgM, руйнуються в кровообігу або у печінці.
Якщо позасудинний гемоліз масивний, гемосидерин може відкладатися в селезінці, кістковому мозку, нирках, печінці та інших органах, що призводить до гемосидерозу.

## Поза тілом

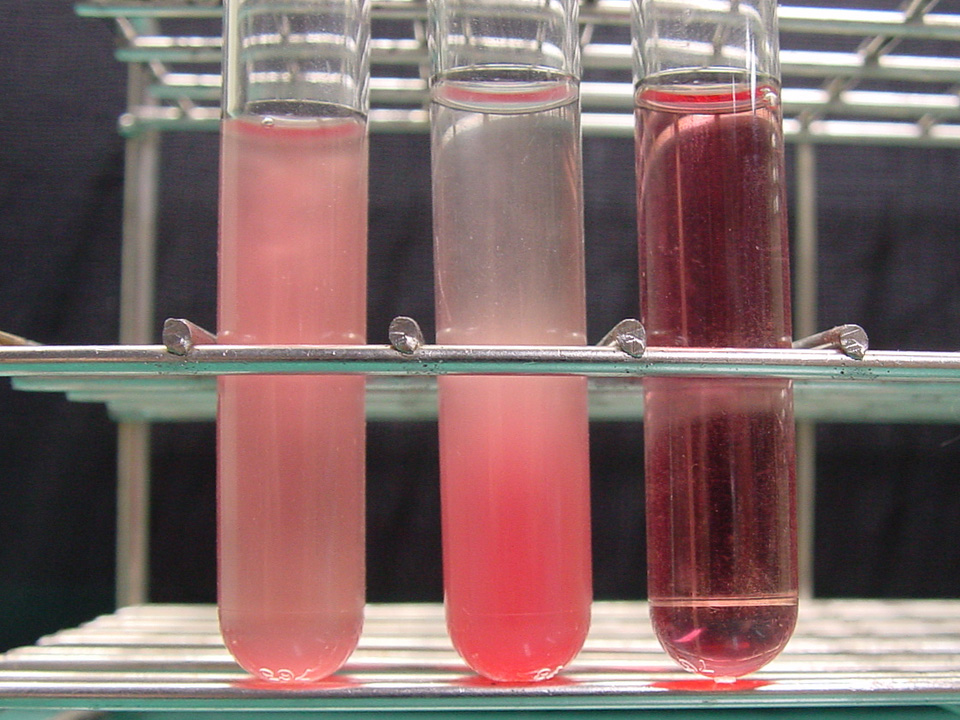
Гемоліз проб крові. Еритроцити без (зліва і посередині) і з (справа) гемолізом. Якщо гемолізовано лише 0,5 % еритроцитів, вивільнений гемоглобін призведе до того, що сироватка або плазма стануть блідо-червоними або вишнево-червоними. Зауважте, що гемолізований зразок виглядає чіткішим, оскільки в ньому значно менше клітин, які розсіюють світло.

Гемоліз in vitro може бути спричинений неправильною технікою забору зразків крові, впливом механічної обробки крові або дією бактерій на культуральні зразки крові.

### З колекції зразків
Більшість причин гемолізу in vitro пов'язані зі збором зразків. Складні збори, ненадійні з'єднання лінії, забруднення та неправильний розмір голки, а також неправильне змішування пробірок і неправильно заповнені пробірки є частими причинами гемолізу. Надмірне всмоктування може призвести до того, що червоні кров'яні тільця будуть розбиті під час проходження підшкірної голки через турбулентність і фізичну силу. Такий гемоліз частіше виникає, коли вени пацієнта «важко знайти» або коли вони спадають під час забору крові шприцом або сучасною вакуумною системою. Досвід і правильна техніка є ключовими для будь-якої флеботомії (у виконанні медсестри чи лікаря), для запобігання гемолізу.
Гемоліз in vitro під час збору зразків може спричинити неточні результати лабораторних досліджень через забруднення навколишньої плазми вмістом гемолізованих еритроцитів. Наприклад, концентрація калію в еритроцитах набагато вища, ніж у плазмі, тому підвищений рівень калію зазвичай виявляють у біохімічних дослідженнях гемолізованої крові.
Після процесу збору крові гемоліз in vitro все ще може виникнути в зразку через зовнішні фактори, такі як тривале зберігання, неправильні умови зберігання та надмірні фізичні зусилля через падіння або інтенсивне перемішування пробірки.

### Від механічної обробки крові під час операції
Під час деяких хірургічних втручань (особливо деяких операцій на серці), де очікується значна крововтрата, використовується обладнання для інтраопераційного відновлення крові. Процес центрифугування забирає кров у пацієнта, промиває еритроцити фізіологічним розчином і повертає їх у кровообіг пацієнта. Гемоліз може виникнути, якщо центрифуга обертається занадто швидко (зазвичай понад 500 об/хв) — за змістом, це гемоліз, що відбувається поза тілом. Підвищений гемоліз виникає при раптовій втраті великої кількості крові, тому що процес повернення клітин пацієнта має відбуватися з відповідно вищою швидкістю, щоб запобігти гіпотензії, дисбалансу рН та ряду інших факторів гемодинаміки та рівня крові. Моделювання потоків рідини для прогнозування ймовірності розриву мембрани еритроцитів у відповідь на стрес є активною ділянкою досліджень.

### З бактеріальної культури

Гемоліз від стрептокока. Приклади зразків гемокультури, створених (зліва) альфа-, бета- та гамма-гемолітичними стрептококами.

Візуалізація фізичного прояву гемолізу в культуральних зразках крові може бути використана як інструмент для визначення виду різних грампозитивних бактерій (наприклад, Streptococcus).

## Номенклатура
Гемоліз іноді називають гемолізисом, гематолізом, еритролізом або еритроцитолізом. Слова гемоліз і гематоліз використовують комбіновані форми, що передають ідею «лізис крові» (гемо- або гемато- + -лізис). Слова еритролізис і еритроцитолізис обидва використовують поєднання форм, що передають ідею «лізису еритроцитів» (еритро- ± цито -+ -лізис).
Червоні кров'яні клітини (еритроцити) мають короткий термін життя (приблизно 120 днів), і старі клітини постійно видаляються та замінюються новими через механізм еритропоезу. Цей процес розпаду/заміни називається обігом еритроцитів. У цьому сенсі еритроліз або гемоліз є нормальним процесом, який відбувається постійно. Однак ці терміни зазвичай використовуються для позначення того, що лізис є патологічним.

## Ускладнення
Легенева гіпертензія набуває визнання як ускладнення хронічного спадкового та набутого гемолізу. Вільний гемоглобін, що виділяється під час гемолізу, інактивує судинорозширювальний засіб оксид азоту (NO). Гемоліз також вивільняє аргіназу, яка виснажує L-аргінін, субстрат, необхідний для синтезу NO. Це зменшує NO-залежну вазодилатацію та індукує активацію тромбоцитів, утворення тромбіну, прокоагулянтних факторів і активацію тканинного фактора, що сприяє формуванню тромбозу. Це може призвести до спазму стравоходу та дисфагії, болю в животі, еректильної дисфункції, системної гіпертензії, зниження перфузії органів, сприяння запаленню та коагуляції та тромбозу.
Хронічний гемоліз також може призвести до ендотеліальної дисфункції, посилення відповідей, опосередкованих ендотеліном-1, і васкулопатії. Вивільнення гему призводить до виробництва білірубіну та виснаження білків плазми, таких як альбумін, гаптоглобін і гемопексин, що може призвести до жовтяниці. Це також може призвести до підвищення рівня продукту розпаду гему стеркобіліну в калі.
Спленектомія у пацієнтів із гемолітичними захворюваннями підвищує ризик розвитку легеневого тромбозу.
Ускладнення також можуть виникнути через збільшення навантаження на нирки, оскільки вони виділяють еритропоетин, щоб стимулювати кістковий мозок виробляти більше ретикулоцитів (попередників еритроцитів), щоб компенсувати втрату еритроцитів через гемоліз.